# Evaristo Manero Pineda
Evaristo Manero y Pineda (Alacant, 9 d'octubre de 1875 - Alacant, 3 de setembre de 1936) metge, professor i polític valencià que fou president del Col·legi de Metges d'Alacant i president de la Caixa d'Estalvis-Mont de Pietat d'Alacant.

## Biografia
Fill de l'històric metge Evarist Manero Mollà, un dels fundadors del Col·legi de Metges d'Alacant va estudiar també Medicina a la Universitat de València. Finalitzats els estudis retorna a Alacant en 1896 i va treballar per a la Beneficència local i provincial on es va establir com a interí. A més professor de Educació física a l'Escola Normal alacantina des de 1915. En 1917 fou elegido president del Col·legi de Metges d'Alacant i la seua primera junta es va compondre principalment de Martín de Santaolalla, Ángel Pascual i Devesa, Ladislao Ayela, Gabriel Montesinos, Adolfo Sapena, Lluís Delgado de Molina, Juan Sebastià, José Abad, Eduardo Amorós, Alvaro Campos i Rafael Ramos. Tornaría a ser escollit en 1921 i 1926 i el debat sobre la interinitat dels llocs de treball a l'Hospital i les suplències va explotar, Manero presentaria la seva dimissió en 1927 per la precària situació en la qual es trobaven aqueixos metges -ell mateix inclòs- a l'Hospital Provincial i junt al vicepresident Pascual Devesa, el secretari Eduardo Mangada, Josep Buades, Josep Martí i la resta de metges contractats per l'Hospital, enfrentats al grup lliderat per Gonzalo Mengual Segura que no volían que el Col·legi intervinguera ni defensara a ningú.
De ideologia liberal conservadora a l'any 1924 fou diputat provincial pel districte Elche-Alacant, i va formar part junt a Pascual Mas i Mas, entre uns altres, de la comissió que va acompanyar al llavors president de la Diputació d'Alacant Juan Grau a València per a debatir també amb representants de la província de Castelló l'asunt de l'Anteprojecte d'Estatut de la Mancomunitat Valenciana i que els alacantins no van donar el seu suport, pel qual el president Grau va dimitir. Després Manero, en 1925 va ser nomenat pel governador civil quan la dictadura de Primo de Rivera i va aprofitar per a denunciar la insalubritat de les aigües estancades de l'Albufereta, perillosas per a la població de la partida rural que allí havia. Per aquells anys va encarregar la construcció de la seua casa a l'arquitecte Francisco Fajardo Guardiola al final de la Rambla.
Va morir en Alacant en 1936 ja començada la Guerra Civil Espanyola.
El seu germà Elier Manero Pineda, amb qui va compartir sessions al Patronat (hui Consell) de la Caixa d'Estalvis, fou posteriorment president de la Diputació (1930).